# Make Me Proud
Make Me Proud (engl. ‚Mach mich stolz‘) ist ein Lied des kanadischen Rappers Drake gemeinsam mit der amerikanischen Sängerin und Rapperin Nicki Minaj. In den Vereinigten Staaten erschien das Lied am 16. Oktober 2011 als zweite Single seines zweiten Albums Take Care. Am 27. März 2012 wurde Make Me Proud in den Vereinigten Staaten mit einer Platin-Schallplatte für über 1.000.000 verkauften Einheiten ausgezeichnet. Es ist die vierte Single aus Drakes Album Take Care, welcher dieses Kunststück gelang.

## Hintergrund
Drake veröffentlichte Make Me Proud am 13. Oktober 2011 auf seinem OVO Blog und twitterte zuvor den Titel des Liedes am 25. September 2011. Das Lied hatte seine Premiere auf der Radiostation Funk Master Flexs Radiostation Hot 97. Drake sang das Lied zusammen mit Nicki Minaj erstmals in der Saturday Night Live am 15. Oktober 2011 live.

## Kommerzieller Erfolg

### Chartplatzierungen
Am 20. Oktober 2011 debütierte Make Me Proud auf Platz 97 der amerikanischen Billboard Hot 100. In seiner zweiten Woche wurde das Lied in den Vereinigten Staaten ein Top-Ten-Hit und erreichte Platz 9. Mit einem Sprung von Platz 97 - 9 in den Billboard Hot 100 stellte Drake Akons 88-Plätze Sprung Rekord mit Smack That feat. Eminem, welcher fünf Jahre zuvor aufgestellt worden war, ein. In den amerikanischen Hip-Hop-Charts wurde das Lied Drakes achter Nummer-eins-Hit innerhalb von zwei Jahren. In den amerikanischen Rap-Charts wurde Make Me Proud Drakes elfter Nummer-eins-Hit, damit hat Drake die meisten Nummer-eins-Hits überhaupt.
| ChartsChartplatzierungen       | Höchstplatzierung | Wochen |
| ------------------------------ | ----------------- | ------ |
| Kanada (MC)                    | 25 (7 Wo.)        | 7      |
| Vereinigte Staaten (Billboard) | 9 (20 Wo.)        | 20     |
| Vereinigtes Königreich (OCC)   | 49 (3 Wo.)        | 3      |

### Auszeichnungen für Musikverkäufe
| Land/Region                  | Auszeichnungen für Musikverkäufe (Land/Region, Auszeichnung, Verkäufe) | Verkäufe  |
| ---------------------------- | ---------------------------------------------------------------------- | --------- |
| Australien (ARIA)            | Platin                                                                 | 70.000    |
| Vereinigte Staaten (RIAA)    | Platin                                                                 | 1.000.000 |
| Vereinigtes Königreich (BPI) | Silber                                                                 | 200.000   |
| Insgesamt                    | 1× Silber · 2× Platin ·                                                | 1.270.000 |

Hauptartikel: Drake (Rapper)/Auszeichnungen für Musikverkäufe